# セッソ・マット
『セッソ・マット』（イタリア語: Sessomatto, 「性」と「狂気」の合成語）は、1973年（昭和48年）製作・公開、イタリアのオムニバス映画である。

## 構成
1. 第一話『奥様8時です』 - Signora sono le 8
2. 第二話『二人と掘っ立て小屋』 - Due cuori e una baracca
3. 第三話『決して遅すぎはしない』 - Non è mai troppo tardi
4. 第四話『ハネムーン』 - Viaggio di nozze
5. 第五話『帰っておいで! 僕のLittle Girl』 - Torna piccina mia
6. 第六話『海外勤務のイタリア男』 - Lavoratore italiano all'estero
7. 第七話『仇討ち』 - La vendetta
8. 第八話『おかしなおかしな恋』 - Un amore difficile
9. 第九話『ご招待』 - L'ospite

## 略歴・概要
本作は、1973年、イタリアの製作会社ディーン・ダヤン・チネマトグラフィカが製作、同年12月20日、イタリア国内で公開された。全九話構成のオムニバス映画であり、全エピソードをジャンカルロ・ジャンニーニとラウラ・アントネッリがキャラクターを演じ分けている。
日本では、1970年代に公開されることはなかったが、2000年（平成12年）6月7日、キングレコードが同作のサウンドトラックをCDリリース、2004年（平成16年）12月にDVDがまずリリースされ、翌2005年（平成17年）8月20日にビデオ会社の日本スカイウェイが配給して、初めて劇場公開された。

## スタッフ
- プロデューサー : ピオ・アンドレッティ （Pio Angeletti）、アドリアーノ・デ・ミケーリ （Adriano de Micheli）
- 監督 : ディーノ・リージ
- 脚本 : ルッジェーロ・マッカリ、ディーノ・リージ
- 撮影 : アルフィーオ・コンティーニ （Alfio Contini）
- 美術 : ジャンニ・ポリドーリ （Lorenzo Baraldi [4]）
- 音楽 : アルマンド・トロヴァヨーリ （Armando Trovajoli）

## キャスト
クレジット順
- ジャンカルロ・ジャンニーニ - ドメニコ （第一話） / チェザレット （第二話） / エンリコ （第三話） / レッロ （第四話） / ジャンシーロ （第五話） / ドナー （第六話） / ミケーレ・マッコ （第七話） / サトゥルニーノ （第八話） / ビアンキ博士 （第九話）
- ラウラ・アントネッリ - ジュリエット夫人 （第一話） / チェレスティーナ （第二話） / エンリコの妻 （第三話） / グラツィア （第四話） / タマーラ （第五話） / 看護婦 （第六話） / ドンナ・ミンマ・マッコ （第七話） / ティツィアーナ （第九話）
- アルベルト・リオネッロ （Alberto Lionello） - ジルダ / コシモ （第八話）
- ドゥイリオ・デル・プレーテ （Duilio Del Prete） - ヴィットーリオ （第九話）
- パオラ・ボルボーニ （Paola Borboni） - Esperia （第三話）
- カルラ・マンチーニ （Carla Mancini） - メイド （第九話）

アルファベット順
- パトリツィア・マウロ （Patrizia Mauro [5]）
- ロレンツォ・ピアーニ （Lorenzo Piani [6]）
- リノ・プリージ （Lino Puglisi [7]） - ドン・アルヴァーロ・マカルーゾ （第七話）
- チンツィア・ロマナッツィ （Cinzia Romanazzi [8]） - グラツィアの友人 （第四話）
- フランカ・スカニェッティ （Franca Scagnetti） - グラツィアの母 （第四話）
- ピッポ・スタルナッツァ （Pippo Starnazza） - ペッピーノ （第八話）

## 関連事項
- 2005年の日本公開映画
- イタリア式コメディ

## 註
1. 1 2 3 4  How Funny Can Sex Be?, Internet Movie Database （英語）, 2010年9月3日閲覧。
2. 1 2  セッソ・マット、キネマ旬報映画データベース、2010年9月3日閲覧。
3. 1 2 3  セッソ・マット、allcinema ONLINE、2010年9月3日閲覧。
4. ↑  Lorenzo Baraldi - IMDb（英語）, 2010年9月3日閲覧。
5. ↑  Patrizia Mauro - IMDb（英語）, 2010年9月3日閲覧。
6. ↑  Lorenzo Piani - IMDb（英語）, 2010年9月3日閲覧。
7. ↑  Lino Puglisi - IMDb（英語）, 2010年9月3日閲覧。
8. ↑  Cinzia Romanazzi - IMDb（英語）, 2010年9月3日閲覧。